# Refrigerador de dos vasijas

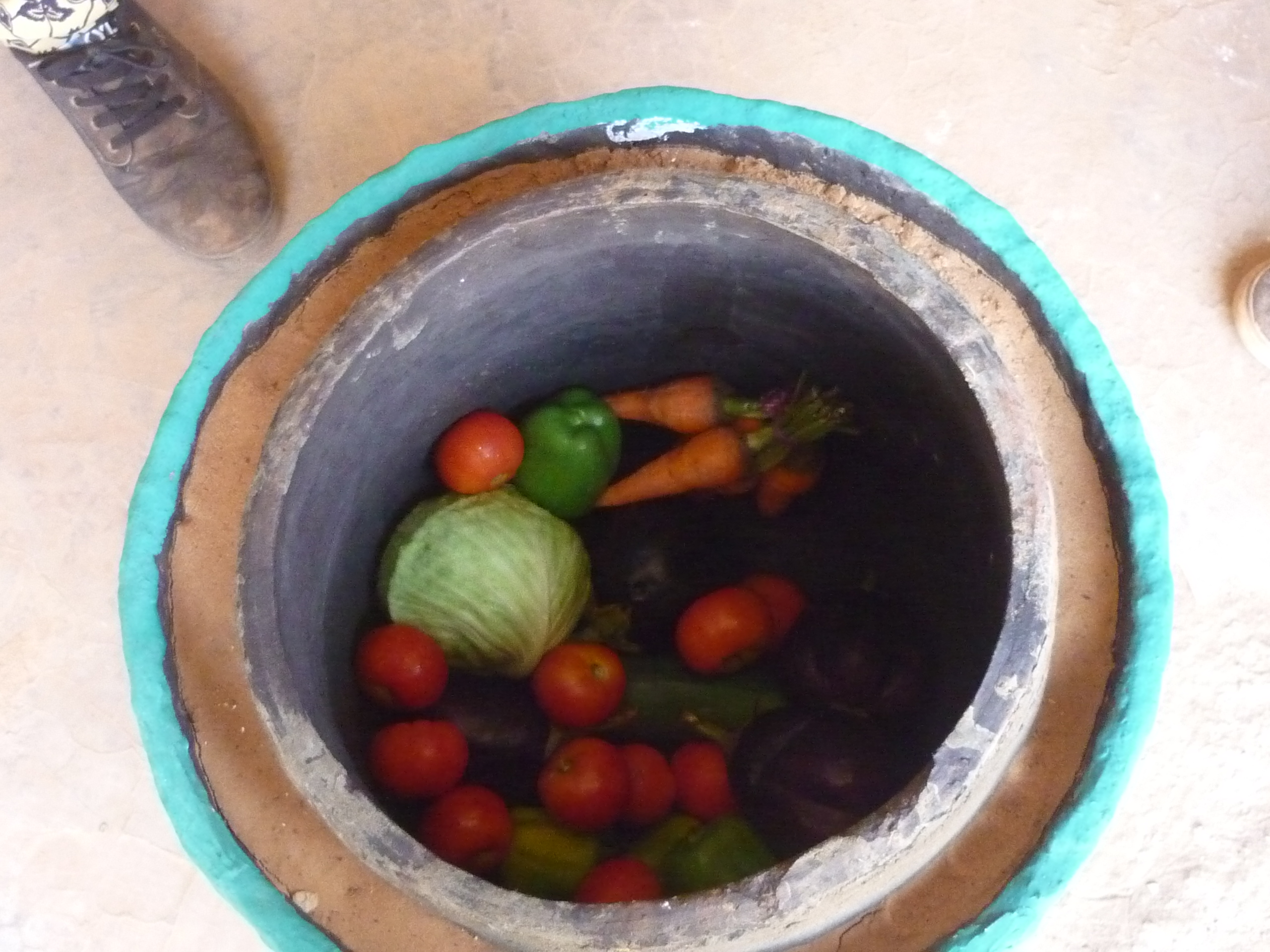
Un refrigerador de cerámica conteniendo vegetales.

Un refrigerador de dos vasijas o zeer (en árabe: زير‎) es un tipo de dispositivo de refrigeración mediante evaporación que no requiere de electricidad para su funcionamiento. Utiliza una vasija exterior de cerámica porosa, que a su vez aloja una segunda vasija interior el espacio entre ambas vasijas se encuentra relleno de arena húmeda, la vasija interior puede estar vidriada para evitar que el líquido contenido en la arena pase a su interior, dentro de la cual se coloca la comida que se desea preservar - la evaporación del líquido contenido entre ambas vasijas extrae calor de la vasija interior. El dispositivo puede ser utilizado para refrigerar todo tipo de substancia.  Esta tecnología simple solo requiere de un flujo de aire relativamente seco y una fuente de agua.

## Historia
Existe evidencia de que la refrigeración por evaporación ya era utilizada hacia el 2500 a. C. en el Imperio Antiguo de Egipto. Diversos frescos muestran a esclavos abanicando vasijas con agua, lo cual aumenta el flujo de aire que pasa por las vasijas porosas y aumenta la evaporación, refrigerando su contenido. Estas vasijas todavía existen en la actualidad y se las denomina "zeer", de allí el nombre que se le da al refrigerador mediante vasija.
Numerosos elementos cerámicos han sido descubiertos de la Cultura del valle del Indo que se remonta al 3000 a. C. los cuales probablemente fueron usados para almacenar y refrigerar agua de manera similar a los ghara o matki utilizados en la actualidad en la India y Pakistán.
A pesar de haber sido desarrollada en el norte de África, parece que la tecnología fue olvidada con la llegada de los refrigeradores eléctricos. Sin embargo, en el subcontinente indio, ghara, matka y surahi, son diferentes tipos de vasijas cerámicas utilizadas para refrigerar agua. En España, son populares los botijos. Un botijo es un  contenedor de arcilla porosa utilizados para almacenar y refrigerar agua; han estado en uso por cientos de años, y aún en la actualidad son muy populares.
Durante la década de 1990 en la zona rural del norte de Nigeria Mohamed Bah Abba desarrolló el Sistema de Refrigeración de dos vasijas concéntricas, consistente en una vasija pequeña colocada dentro de otra más grande y con el espacio entre ellas relleno de arena húmeda. La vasija interior se puede utilizar para almacenar fruta, vegetales, o bebidas gaseosas y se la cubre con un trapo húmedo.
Abba, descendiente de una familia de fabricante de cacharros de cerámica, aprovechó las capacidades de la mano de obra local desocupada y contrató    hábiles artesanos de la cerámica para producir el primer grupo de 500 sistemas de vasija doble. En el 2001 fue premiado con el Rolex Award al Emprendimiento y utilizó los 75,000 dólares del premio para que su invento fuera conocido por toda Nigeria. Abba diseñó una campaña educativa adecuada a la vida en las villas y la población analfabeta basada en una grabación de vídeo utilizando artistas locales para dramatizar los beneficios del refrigerador.
Posteriormente varias ONGs internacionales comenzaron a trabajar en difundir esta tecnología por diversos países de África: Practical Action en Sudán y Humanity first en Gambia y Movement e.V. en Burkina Faso.

## Construcción

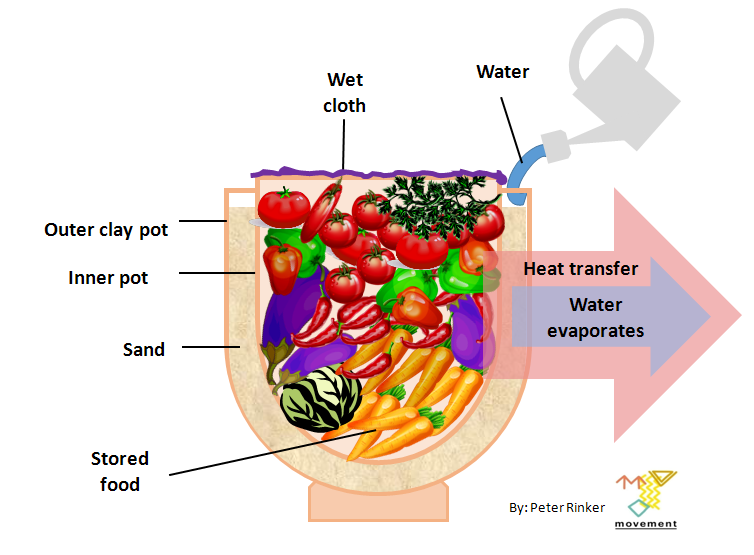
Funcionamiento de un refrigerador mediante vasija de cerámica.

Un zeer se construye colocando una vasija de arcilla dentro de una vasija de mayor dimensión, y se rellena con arena húmeda el espacio que queda entre ambas y se coloca un trozo de tela húmeda sobre su parte superior.
El dispositivo refrigera al irse evaporando el agua, en clima caliente y seco. Se debe ubicar en un espacio seco y ventilado de manera tal que el agua pueda evaporarse en forma efectiva. Los refrigeradores por evaporación no funcionan adecuadamente en climas con altos niveles de humedad ambiente, ya que en esas condiciones el agua tiene dificultades para evaporarse.